# Arum hainesii
Arum hainesii är en kallaväxtart som beskrevs av Harald Harold Udo von Riedl. Arum hainesii ingår i Munkhättesläktet och i familjen kallaväxter. Inga underarter finns listade.